# Zaoshijie
Zaoshijie (kinesiska: 灶市街, 灶市街街道) är en socken i Kina. Den ligger i provinsen Hunan, i den södra delen av landet, omkring 200 kilometer söder om provinshuvudstaden Changsha. Antalet invånare är 69185. Befolkningen består av 32 702 kvinnor och 36 483 män. Barn under 15 år utgör 18,0 %, vuxna 15-64 år 74 %, och äldre över 65 år 6,0 %.
Genomsnittlig årsnederbörd är 1 752 millimeter. Den regnigaste månaden är maj, med i genomsnitt 264 mm nederbörd, och den torraste är oktober, med 25 mm nederbörd.